# ستيف فالون
ستيف فالون (بالإنجليزية: Steve Fallon)‏ (3 أغسطس 1956 ببيتربرة في المملكة المتحدة - ) هو مدرب كرة قدم ولاعب كرة قدم بريطاني في مركز الدفاع. لعب مع كامبريدج يونايتد ونادي كيترينغ تاون ونادي كامبريدج ستي.

## وصلات خارجية
- ستيف فالون على موقع قاعدة بيانات كرة القدم.إي يو (الإنجليزية)